# 域名注册商
域名注册商（英語：domain name registrar）是一个商业实体或组织，它们由互联网名称与数字地址分配机构（ICANN）或者一个国家性的国家代码顶级域名（ccTLD）域名注册局委派，以在指定的域名注册数据库中管理互联网域名，向公众提供此类服务。